# JPEGMafia
JPEGMafia, pseudonimo di Barrington DeVaughn Hendricks (New York, 22 ottobre 1989), è un rapper e produttore discografico statunitense.
Dopo il disco di debutto Black Ben Carson, il suo album del 2018 Veteran è stato acclamato dalla critica specializzata, ed è finito in molte liste dei migliori album dell'anno. Il successo di questo progetto, arrivato a sorpresa, lo porta a fare tour internazionali e a collaborare con diversi artisti hip hop. L'anno seguente pubblica All My Heroes Are Cornballs, album accolto molto positivamente dai critici musicali e che ottiene un buon risultato commerciale, entrando nella Billboard 200.. Nel 2021 pubblica LP!, un album successivo ai suoi precedenti due lavori del 2020-2021 EP! e EP!2. Nel 2023 pubblica l'album Scaring the Hoes, in collaborazione con il rapper Danny Brown. Nel 2024 pubblica l'album I Lay Down My Life For You. Sempre nel 2024 collabora con Kanye West e Ty Dolla Sign nei loro album Vultures 1 e Vultures 2 contribuendo alla produzione. Nel 2025 pubblica I Lay Down My Life for You (Directors Cut), che aggiunge altri 14 brani all'album precedente, e a maggio pubblica in collaborazione con Flume l'EP We Live In A Society.

## Biografia
Hendricks è nato a Brooklyn, New York, da genitori giamaicani. A 13 anni si è trasferito in Alabama e successivamente in Louisiana, dove a 18 anni si è arruolato nella United States Air Force, per la quale ha prestato servizio in Iraq e per la quale ha avuto ruoli in Germania, Kuwait, Giappone e nel Nordafrica. Hendricks è stato successivamente radiato dal corpo militare dopo aver riferito di alcuni presunti abusi subiti da parte di un suo superiore.

## Carriera
Hendricks sviluppò un interesse nella produzione musicale all'età di 15 anni dopo aver scoperto come si fanno i campionamenti. Durante il suo soggiorno militare in Giappone produceva e scriveva canzoni sotto il nome d'arte Devon Hendryx. Il suo primo mixtape è Devon's Tape, per poi essere rinominato a Since I Left You II fino al nome decisivo Dreamcast Summer Songs nel 2011, pubblicato nel 2009, ispirandosi a Since I Left You degli Avalanches e ai nomi di alcuni giochi della console Sega Dreamcast, come per esempio Chuchu Rocket ☃. Successivamente nel 2010 pubblica JOECHILLWORLD e nel 2011 Generation Y. Sempre nello stesso anno Devon collabora con Ensō Sinatra (DatPiffMafia) per pubblicare L.I.S.A. Nel 2012 pubblica ❤️(Heart Emoji) e nel 2013 pubblica THE GHOST~POP TAPE, che inizialmente si chiamava GenY⁵, presentando il mix originale. In questo periodo Devon soffriva di depressione. Per promuovere questo album, Devon ci fece un film, che poi fu recuperato col passare del tempo dai fan. 

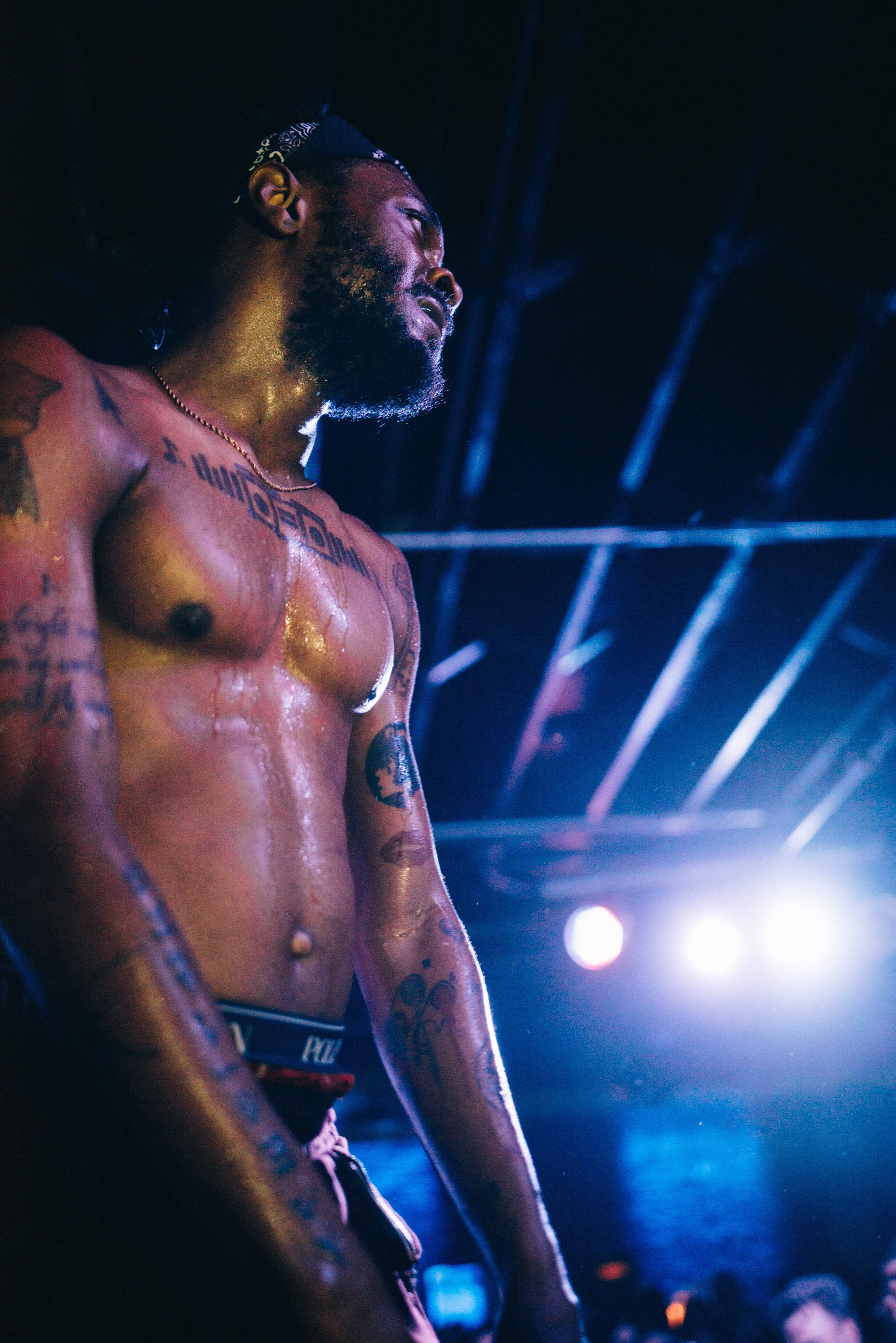
JPEGMafia ad un concerto in Canada, 2019

Nel 2015 Peggy si spostò in Baltimore, Maryland, dove iniziò a chiamarsi sotto il nome d'arte JPEGMAFIA come membro del collettivo musicale MAFIA. Pubblicò Communist Slow Jams in Aprile e dopo un mese pubblica anche Darkskin Manson, su cui venne fatto un film per promuovere il nuovo album. Nel 2016 Hendricks pubblica il suo primo album di debutto Black Ben Carson con la casa discografica Deathbomb Arc, in cui presenta un suono più sperimentale e distorto rispetto agli altri album. 5 mesi dopo pubblica The 2nd Amendment in collaborazione con Freaky (attualmente Freakymafiacult). Nel 2017 JPEGMafia collabora con Bounge per pubblicare l'EP The Wolf Returns, progetto che poi venne tolto online da entrambi gli artisti perchè non gli piaceva . 
Dopo 3 anni in Baltimore DeVaughn si spostò a Los Angeles, California, dove nel 2018 pubblicò Veteran, album accolto molto positivamente da critici musicali. Dopo la pubblicazione di Veteran, JPEGMafia iniziò a lavorare sul suo nuovo album, e per promuoverlo caricò delle serie di sessioni di ascolto sul suo canale YouTube, invitando amici e artisti come Denzel Curry e Kenny Beats. All My Heroes Are Cornballs venne pubblicato il 13 settembre 2019, diventando il primo album dell'artista ad andare in classifica. Nel 2020 Hendricks ha pubblicato vari singoli e li ha raggruppati in un EP intitolato EP! e nel 2021 pubblicò anche EP2!. Nello stesso anno Hendricks pubblica LP! nello stesso giorno del suo compleanno (22 ottobre). A causa di problemi con i campionamenti l'album fu pubblicato nel 2022 in due versioni (ONLINE! e OFFLINE!). 
Nel 2023 Hendricks collaborò con il rapper Danny Brown per pubblicare Scaring The Hoes il 24 marzo. Nello stesso anno il duo pubblicò anche una versione estesa dell'album chiamato Scaring The Hoes: DLC Pack, che include altre 4 canzoni. Nel 2024 JPEGMafia realizzò finalmente il suo sogno di collaborare con Kanye West, producendo e scrivendo in Vultures 1 e Vultures 2. Il 1° agosto dello stesso anno Hendricks pubblica I Lay Down My Life For You, e nel 2025 pubblica I Lay Down My Life for You (Directors Cut), che aggiunge altri 14 brani all'album precedente. Il 2 maggio Hendricks e Flume pubblicano We Live In A Society, un EP di 4 brani registrato 2 mesi prima della distribuzione di Scaring The Hoes. Il 7 giugno Peggy pubblica Veteran: Director's Cut, che include altri 6 brani su 8 già riuniti nella compilation Not On Veteran!, pubblicata su SoundCloud il 30 maggio del 2017.

## Discografia
Album in studio
- 2016 – Black Ben Carson
- 2016 – The 2nd Amendment (con Freaky)
- 2018 – Veteran
- 2019 – All My Heroes Are Cornballs
- 2021 – LP!
- 2023 – SCARING THE HOES (con Danny Brown)
- 2024 – I Lay Down My Life for You
- 2025 – I Lay Down My Life for You (Directors Cut)

Mixtapes
- 2009 – Dreamcast Summer Songs (come Devon Hendryx)
- 2010 – JOECHILLWORLD (come Devon Hendryx)
- 2011 – Generation Y (come Devon Hendryx)
- 2011 – L.I.S.A. (come Devon Hendryx) (con Enso Sinatra)
- 2012 – The Rockwood Escape Plan (come Devon Hendryx)
- 2012 –❤️(Heart Emoji) (come Devon Hendryx)
- 2013 – THE GHOST~POP TAPE (come Devon Hendryx) (remasterizzato nel 2023)
- 2015 – Communist Slow Jams
- 2015 – Darkskin Manson

EP
- 2017 – The Wolf Returns (con Bounge)
- 2020 – EP!
- 2021 – EP2!
- 2021 – OFFLINE!
- 2023 – SCARING THE HOES: DLC PACK (con Danny Brown)
- 2025 - We Live In A Society (con Flume)